# Orca's Competitie Slotwedstrijden en Bedrijfsachtenregatta

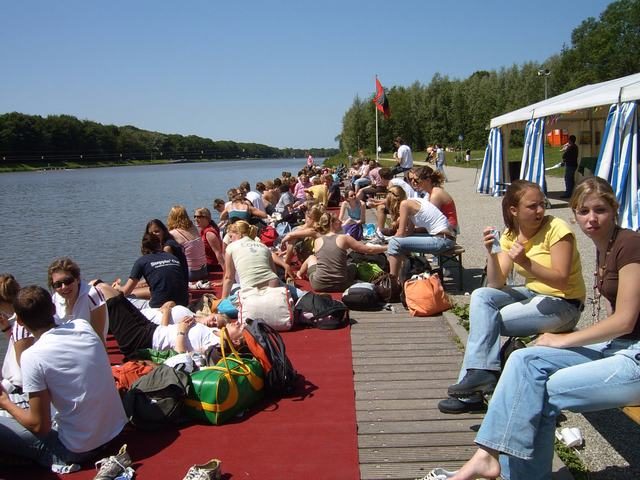
Sfeerimpressie (2006)

De Orca Competitie Slotwedstrijden, ook wel de composlot, is een roeiwedstrijd en vormt het traditionele einde van het seizoen voor studentencompetitieroeiers in Nederland.
De jaarlijkse wedstrijd over 2000 meter op de Bosbaan werd voor het eerst in 1995 georganiseerd en is sindsdien uitgegroeid tot een van de grootste competitiewedstrijden. De wedstrijd wordt georganiseerd door de Algemene Utrechtse Studenten Roeivereniging Orca uit Utrecht.
Sinds 2016 beslaan de slotwedstrijden een heel weekend, in plaats van een dag. De wedstrijd is een boord-aan-boord competitiewedstrijd over 1000 meter (voorwedstrijd) en 2000 meter (finale). Een uitzondering hierop zijn de NOOC C4+ ploegen die het NSK niet starten; die roeien een finale van 1000 meter. Vanuit de NOOC starten de NSK-velden en de overige poules uit de NOOC C4+ bokaal. Daarnaast is deze wedstrijd een onderdeel van de Kruithuisbokaal, Skøll Bokaal der Clubquadruples, Skøll Ask&Embla Bokaal, De Gyas Noord-Willemsbokaal, Skøll Skiff Bokaal en de Gyas Lentebokaal.